# Shinjuku mad
 Shinjuku maddo  è un film del 1970 diretto da Kōji Wakamatsu.